# Maturidade sexual
A maturidade sexual corresponde à idade ou fase da vida em que um organismo pode se reproduzir sexualmente. É geralmente considerado como a mesma coisa que idade adulta, ainda que sejam conceitos diferentes. Nos humanos, o processo de maturação sexual termina com a puberdade que não marca, contudo, a idade adulta.
A maior parte dos organismos multicelulares não conseguem se reproduzir sexualmente ou germinar logo quando nascem. Para que a reprodução comece a acontecer é necessário que os órgãos reprodutores - os quais contém as células progenitoras de gametas - terminem seus desenvolvimento, o qual pode demorar dias, semanas, meses ou anos dependendo da espécie.
Maturidade sexual em humanos 

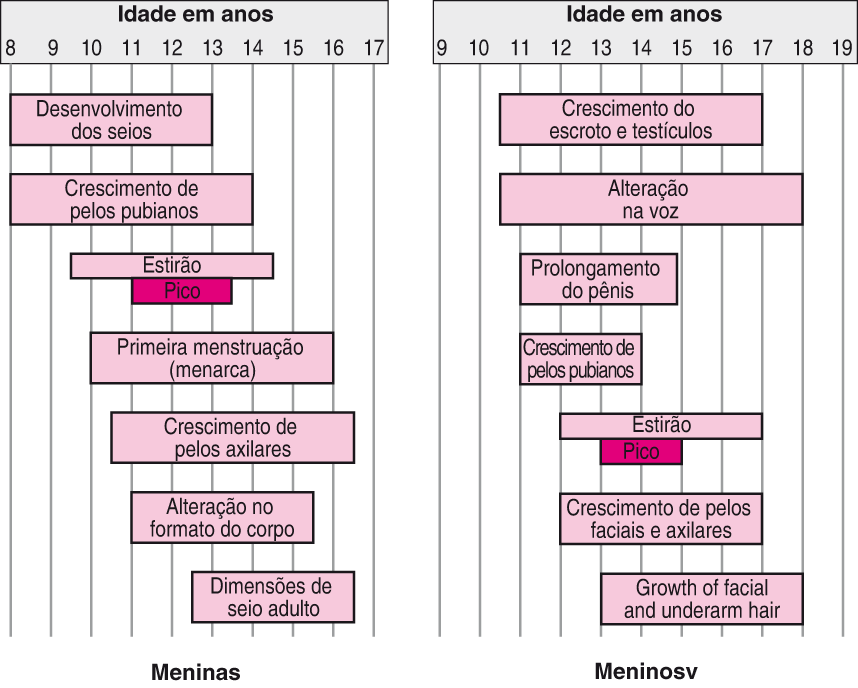
Tabela das mudanças ocorridas na maturidade sexual de meninas e meninos.

A maturidade sexual vem a partir da maturidade dos órgãos reprodutivos e pela produção de gametas. Uma forma de distinguir o organismo imaturo de sua forma madura é através de um surto de crescimento ou alterações físicas. No caso de meninas, um dos primeiros sinais dessa maturidade é o crescimento dos seios, aceleração do crescimento, pêlos púbicos e na axila, e em uma média de dois anos depois,  a primeira  menstruação se inicia. Em meninos, as mudanças começam com o aumento dos órgãos sexuais (pênis, saco escrotal, testículos), crescimento de pelos pubianos, nas axilas e no rosto (os dois últimos em uma média de dois anos após o crescimento dos pelos pubianos), o crescimento começa em geral um ano após o aumento de tamanho dos testículos. Como mostra na tabela a seguir: 
Mesmo com a chegada da maturidade sexual, pode-se haver a possibilidade de alguns organismos serem inférteis ou mudarem de sexo (no caso dos seres hermafroditas).